# Acton Beauchamp
Acton Beauchamp est une paroisse civile et un village du Herefordshire, en Angleterre.